# Nieuport-Delage NiD 52
El Nieuport-Delage NiD 52 fue un  avión de caza diseñado y fabricado en Francia y bajo licencia en España en la década de 1920. Este biplano monoplaza, sirvió en las fuerzas aéreas de España, siendo operado por ambos bandos durante la guerra civil española.

## Diseño
El prototipo del caza monoplaza Nieuport-Delage Ni-D 52 era un derivado del Ni-D 42 con radiadores laterales Lamblin, fue diseñado en la factoría de la firma en Issy-les-Moulineaux en el año 1926.  Era un avión sesquiplano, el fuselaje era totalmente metálico y su rigidez estaba asegurada por los marcos de tipo Omega sobre los que descansaban las planchas de la superficie en dural ; el ala ya no incluía ninguna pieza de madera cubriéndose con tela barnizada;  dicho plano, de gran superficie, presentaba un diedro de 2.º en el cual se alojaban dos depósitos de combustible de 362 l. Solamente este plano disponía de alerones y representaba la casi totalidad de la superficie sustentadora, la terminación del acabado exterior era notable. El motor era un Hispano-Suiza 12HB de 580 cv con un tanque de combustible de 350 litros. El tren de aterrizaje con un ancho de vía de 2,10 m., se unía al fuselaje mediante dos juegos de montantes en forma de “N”, y al plano superior por otros dos en forma de “Y”, que atravesaban el plano inferior y contaba con un patín de cola de tipo ballesta, como complemento o tercer punto de apoyo del avión.

## Historial de operaciones

### España
Este prototipo, terminado de montar en 1927, participó al año siguiente en un concurso convocado por el gobierno español para un nuevo caza con que dotar a su fuerza aérea y durante el cual fue declarado vencedor en las pruebas celebradas en el aeródromo de Cuatro Vientos (Madrid). La firma proporcionó a España 34 unidades, pero, además concedió la licencia de fabricación del aparato y su motor a la empresa Hispano-Suiza de Guadalajara. Al serle incorporado el motor “Hispano-Suiza” 12Hb, con radiador frontal “Corominas” debajo del morro, en sustitución de los “Lamblin” laterales, superó en rendimiento al original francés. El primero de un total de 91 ejemplares construidos fue evaluado en vuelo en el aeródromo de Getafe en 1930; saliendo el último avión de su línea de montaje en 1936.
Al estallar la guerra civil española, cuatro escuadrillas todavía estaban dotadas con este aparato, que ya resultaba obsoleto. De hecho, por aquellas fechas existía el proyecto de sustituir este avión en base al Hawker «Spanish» Fury, pero el proyecto quedó paralizado con el inicio de la guerra. La Aeronáutica Militar en julio de 1936 disponía de unos cincuenta NiD 52. La mayoría quedaron en manos de las FARE (Fuerzas aéreas de la República Española), excepto algunos aparatos que fueron capturados por los rebeldes. El bando sublevado se hizo con 11 aparatos, incluidos 3 aviones que el 21 de julio aterrizaron por error en el Aeródromo de Armilla. A pesar de la superioridad inicial de los republicanos, los NiD 52 fueron rápidamente superados por los recién llegados cazas italianos Fiat C.R.32 al servicio de los rebeldes. La mayor parte de las pérdidas republicanas no se produjeron en combate contra los nuevos cazas italianos y alemanes, sino por accidentes, principalmente cuando estos aviones eran pilotados por voluntarios extranjeros que no estaban acostumbrados a la dificultad de su pilotaje. Entre agosto y septiembre de 1936 las instalaciones de la Hispano-Suiza en Guadalajara montaron 10 unidades más utilizando piezas de recambio. En el invierno de 1936-1937 los aparatos restantes fueron relegados a realizar funciones secundarias como entrenadores y patrulla costera. Todavía se les vio intervenir brevemente durante la Batalla de Guadalajara, cuando hostigaron la retirada italiana. Hacia 1938, al no tener este tipo ningún valor como avión de combate, los restantes fueron enviados al desguace. Ningún avión sobrevivió a la contienda.

### Otros países
También estuvieron operativas tres unidades de evaluación en Bélgica y cuatro en Brasil. Cuando el 9 de julio de 1932 comenzó la Revolución Constitucionalista, Brasil todavía disponía de dos NiD 72 en servicio, los cuales sirvieron a las fuerzas leales al presidente Getúlio Vargas. Sin embargo, el 21 de agosto el capitán Adherbal de Costa Oliveira se pasó al bando rebelde de los constitucionalistas con su aparato.

## Variantes
- Ni-D 72: Versión del Ni-D 52 con revestimiento completamente metálico; el prototipo voló el 23 de enero de 1928; tres aviones de serie fueron suministrados a las fuerzas aéreas de Bélgica en 1929 y cuatro al Cuerpo de Aviación del ejército de Brasil en 1931.

- Ni-D 82: Un prototipo aparecido en 1930 con planta alar modificada y probado con la instalación de un motor Hispano-Suiza 12Lb de 600 cv, que fue más tarde sustituido por un Lorraine 12Ha Petrel de 500 cv, modificándose también el empenaje vertical; en agosto de 1931 se eliminó el plano inferior, quedando convertido por ello en un monoplano en parasol, siendo vendido a España.

## Especificaciones técnicas
Referencia datos: Enciclopedia Ilustrada de la Aviación Vol.11 pag. 2613

### Características generales
- Tripulación: 1
- Longitud: 7,50 m
- Envergadura: 12,00 m
- Altura: 3,00 m
- Superficie alar: 30,90 m²
- Peso cargado: 1.370 kg
- Peso máximo al despegue: 1.840 kg
- Planta motriz:  Lineal en V, 12 cilindros Hispano-Suiza 12HB.
  - Potencia: 427 kW (572 HP; 580 CV) cada uno.

### Rendimiento
- Velocidad nunca excedida (Vne): 255 km/h
- Alcance: 400 km
- Techo de vuelo: 7.000 m

### Armamento
- Ametralladoras: 2× Vickers 7,62 mm

## Operadores
Bélgica
- Fuerza Aérea Belga (Ni-D 72)

 Brasil
- Fuerza Aérea Brasileña (Ni-D 72)

 Reino de España
- Aeronáutica Militar

 República Española
- Aeronáutica Militar
- Fuerzas Aéreas de la República Española